# SN 2002kv
SN 2002kv – supernowa odkryta 3 listopada 2002 roku w galaktyce A021743-0430. W momencie odkrycia miała maksymalną jasność 24,60m.